# Вест-Франкфорт (Іллінойс)
Вест-Франкфорт (англ. West Frankfort) — місто (англ. city) в США, в окрузі Франклін штату Іллінойс. Населення — 7275 осіб (2020).

## Географія
Вест-Франкфорт розташований за координатами 37°53′58″ пн. ш. 88°55′51″ зх. д. / 37.89944° пн. ш. 88.93083° зх. д. (37.899495, -88.930814).  За даними Бюро перепису населення США в 2010 році місто мало площу 12,99 км², з яких 12,88 км² — суходіл та 0,11 км² — водойми.

## Демографія
Згідно з переписом 2010 року, у місті мешкали 8182 особи в 3504 домогосподарствах у складі 2130 родин. Густота населення становила 630 осіб/км².  Було 3921 помешкання (302/км²).
Расовий склад населення:
| - 97,2 % — білих - 0,6 % — азіатів - 0,4 % — чорних або афроамериканців - 0,3 % — корінних американців |

До двох чи більше рас належало 1,1 %. Частка іспаномовних становила 1,7 % від усіх жителів.
За віковим діапазоном населення розподілялося таким чином: 23,7 % — особи молодші 18 років, 58,9 % — особи у віці 18—64 років, 17,4 % — особи у віці 65 років та старші. Медіана віку мешканця становила 38,5 року. На 100 осіб жіночої статі у місті припадало 92,5 чоловіків;  на 100 жінок у віці від 18 років та старших — 87,4 чоловіків також старших 18 років.
Середній дохід на одне домашнє господарство  становив 42 047 доларів США (медіана — 33 784), а середній дохід на одну сім'ю — 51 853 долари (медіана — 44 315). Медіана доходів становила 38 646 доларів для чоловіків та 30 896 доларів для жінок. За межею бідності перебувало 23,4 % осіб, у тому числі 34,7 % дітей у віці до 18 років та 8,4 % осіб у віці 65 років та старших.
Цивільне працевлаштоване населення становило 2720 осіб. Основні галузі зайнятості: освіта, охорона здоров'я та соціальна допомога — 20,9 %, роздрібна торгівля — 13,6 %, мистецтво, розваги та відпочинок — 11,6 %, виробництво — 11,2 %.